# Bake (toponiem)
Bake is een toponiem dat onder meer in het zuiden van Nederland voorkomt. Twee verklaringen voor het toponiem komen voor in het wetenschappelijk debat, namelijk varken en rug, welving.

## Varken
Een bake (baken, of bagge) was een varken, varkens, die vanwege het voedsel, eikels en beukennootjes, in bossen werden gehoed of gehouden, waarschijnlijk in de nabijheid van vermogende lieden. Omdat de bomen in zo'n bakenbos (eik en beuk) geen overstromingen verdragen, en varkens het liefst daarbij ook nog in de modder baggeren, is het waarschijnlijk dat deze bossen op een verhoging lagen in de nabijheid van water. Het toponiem bake- komt haast alleen voor in samenstelling met bos (Bakenbos). In de plaats Bakel, waarvan de oudste notatie (8e eeuw) Baclaos en Bagolos(o) is, wordt bos (=loo) 1x en in Bakelbos 2x genoemd. In de buurt van het Limburgse Beesel vinden we vlak bij elkaar de veldwegen Varkensheideweg en Bakheide.
Het toponiem wordt gevonden in Zuid Nederland en België, hetgeen consistent is met het de geografische spreiding van de achternaam (Van de) Biggelaar in Noord-Brabant, en het overwegend voorkomen van de achternaam Van Bakel of Verbakel in deze provincie. Volgens de historicus J.G. Kikkert werden Deze Brabanders, door Caesar enigszins denigrerend (al) aangeduid als 'varkensmesters'. Het woord baken treft men nog in een middeleeuws gedicht uit West-Brabant: Deensche baken, deensche ulecken, Die harde dicke waren van specken, Rentvleesch ende scapen, mede, Dat herde wit was in den snede. 
In jagerskringen noemt men de biggetjes van het wild zwijn vaak Baggen. In het Duits is Bagge een zeug, terwijl men in het Oud Hoogduitse woordenboek "baco* 6?, bacho*, lat.-ahd.?, M.: nhd. Schinken; ne. bacon" vindt. Dit is het Engelse (pig) bacon, het Nederlandse big welk vandaag nog in Zuidoost-Brabant wordt uitgesproken als 'nen baag'. De jongen van een das (een dier dat qua bouw veel op een varkentje lijkt) heten in het Engels baggins.
Zuid-Nederland, voormalige aanwezigheid van eiken- beukenbossen, in de nabijheid van een (versterkte) nederzetting
voor verificatie van dit toponiem dienen 'varkenstanden' gevonden te worden op de locatie.

## Rug, welving
De verklaring varken voor het toponiem Bakel is niet de enig bekende verklaring. De plaatsnaam Bakel wordt ook wel verklaard als open bos, gelegen op een hoogte, afgeleid uit lo (open bos) en *baka (rug, welving, hoogte).

## Plaatsen
- Bakel bij Deurne / Diest, België (Hier vindt men, evenals in Deurne NL dus ook nog de plaats Bakel)
- Bakel, Gem. Gemert-Bakel, Noord-Brabant (waar men in de 8e eeuw een adellijke nederzetting vermoedt)
- Bakelbos, Culemborg ("zijn naam ontleent dit 'bos' waarschijnlijk aan het 'Varkensbos' dat Culemborgs heer er vlakbij had liggen"[3])
- Bake(l)straat vindt men in België in: Baal, Tremelo, Rijmenam, Keerbergen en Halen-Zelem
- Bakenberg bij Arnhem, Gelderland
- Bakenbos (Baekenbosch), Brussel Zuids Oost Overijse, Hoeilaart (De eerste vermelding van Overijse ('Isca') vinden wij in een schenkingsakte van 832. Overijse bestond toen voornamelijk uit bos, moeras en beemden en met in het huidige centrum enkele woningen en een gasthuis nabij de Kellebron. bron: www.overijse.be)
- Bakenbos bij Noorddorp Noord-Holland in het Noord-Hollands Duin Reservaat (bij kasteel Marquette)
- Bakenbos, bij Tegelen ("In het gebied Bakenbos tussen Tegelen en Belfeld ligt een middeleeuwse weg en zijn resten van een middeleeuwse en prehistorische nederzetting aangetroffen."[4]) In een kring rondom de bebouwde kom lagen verschillende grote en kleine boerderijen. De voornaamste waren: de Haanderthof, de Bakenbosch en de boerderij van Wambach. (bron: www.gemeentetegelen.nl/php3/geschiedenis.php)
- Bakenbos Crescent ( = straat in Johannesburg-Noord, Zuid-Afrika)
- Baxbos te Rijmenam